# Yolanda Hightower
Yolanda Hightower (Portsmouth, 1 januari 1961) is een hockeyspeler uit de Verenigde Staten van Amerika.
Op de Olympische Spelen in 1988 speelde Hightower met het Amerikaanse team.
Op de Kempsville High School in Virginia Beach deed ze ook nog aan basketbal en zwemmen. Ze ontving de Honda Award.